# Harvey R. Cohen
Harvey R. Cohen (ur. 13 września 1951 w Bostonie, zm. 14 stycznia 2007 w Agoura Hills) – amerykański aktor i kompozytor muzyki filmowej. Zdobywca nagrody Emmy.

## Filmografia
- 1974: Cicha noc, Krwawa noc jako mieszkaniec domu

## Muzyka
- 1992–1995: Batman
- 1994–1995: Aladyn
- 1994: Aladyn: Powrót Dżafara
- 1996–1998: Casper
- 1996–2000: Superman
- 1998: Piękna i Bestia. Zaczarowany świat Belli
- 2002: Mikołaj kontra Bałwanek